# Primaggio Mantovi
Primaggio Mantovi (Brindisi,  18 de janeiro de 1945), é um ilustrador e quadrinista italiano e radicado no Brasil.

## Carreira
Desenhando desde os 6 anos, para imitar o irmão mais velho, Mantovi chegou ao Rio de Janeiro em 1954 e, após um rápido curso publicitário, começou a trabalhar na Rio Gráfica Editora, em 1964. Inicialmente seu trabalho era retocar histórias estrangeiras e ilustrar anúncios.
Posteriormente, passou a ilustrar e escrever histórias do caubói Rocky Lane e, mais tarde, do Recruta Zero, de quem escreveu e ilustrou cerca de 50 histórias. Primaggio também produziu cerca de 200 capas para a editora.
Em 1970, após vencer um concurso interno para criação de personagens, Primaggio ganhou o direito de ter sua revista e um contrato de 3 anos. Em janeiro de 1972, com uma tiragem de 160 mil exemplares, foi lançado o primeiro número da revista Sacarrolha, um palhaço que retratava a alegria e descontração do ambiente do circo.
No ano seguinte, Primaggio transferiu-se para São Paulo e passou a colaborar com a Editora Abril, coordenando a Escolinha Disney, para formação de novos talentos tais como: Euclides Miyaura, Eli M. Leon, Alfredo Mendes e Nivaldo Pissai[carece de fontes?]. Além disso, também roteirizou histórias dos personagens Disney e de outros franquias publicadas pela editora, como Pantera-cor-de-rosa e Herculóides, entre outros.
Criou ainda o personagem Cafuné e Acácio para a revista Crás, e, em 1976, Dr. Zoo, o Veterinário, que chegou a ser publicado em tiras de mais de 20 jornais.
Em 2003, lançou dois livros sobre o centenário do cinema western:100 anos de western
 e Curiosidades do Western, em 2005, roteirizou e lançou pela editora Via Lettera, a graphic novel Luciano,  desenhada por Fernando Bonini.  Em 2006, anuncia o projeto de um livro dedicado ao animador Walt Disney, a intensão era lança-lo em 2008, mas teve de ser adiado em função dos direitos  de uso das imagens contidas na obra, ainda em fase de negociação com o estúdio Disney (USA). Em Dezembro de 2007, lançou um outro livro sobre faroeste, "O Centenário de John Wayne"  pela Mythos Editora
Em 2012, em comemoração ao 40 anos do palhaço Sacarolha, o personagem é escolhido como modelo para o 24º Troféu HQ Mix, no mesmo dia a Editorial Kalaco lança "Almanaque Sacarolha 40 anos", o álbum é composto de histórias publicadas em revistas em quadrinhos e tiras de jornais, além de uma matéria especial, galeria de capas e uma edição fac-símile da revista Sacarolha #1 em formatinho. no mesmo ano lança o primeiro volume do Almanaque Rocky Lane pela editora CLUQ,  entre 2013 e 2016, publica nove outros volumes, desta vez pela Editora Laços, os álbuns compilam histórias criadas por Primaggio para a editora RGE. Entre dezembro de 2016 e setembro 2017, ainda pela Laços, lança três edições de Reis do Western e o primeiro número de Cine Quadrinhos. Logo em seguida, passou a publicar pelo seu próprio selo: Gold West Comics.
Em 2014, publicou lançou o livro Roteiros e Criação de Personagens, publicado pela Editora Criativo.